# موجگاه

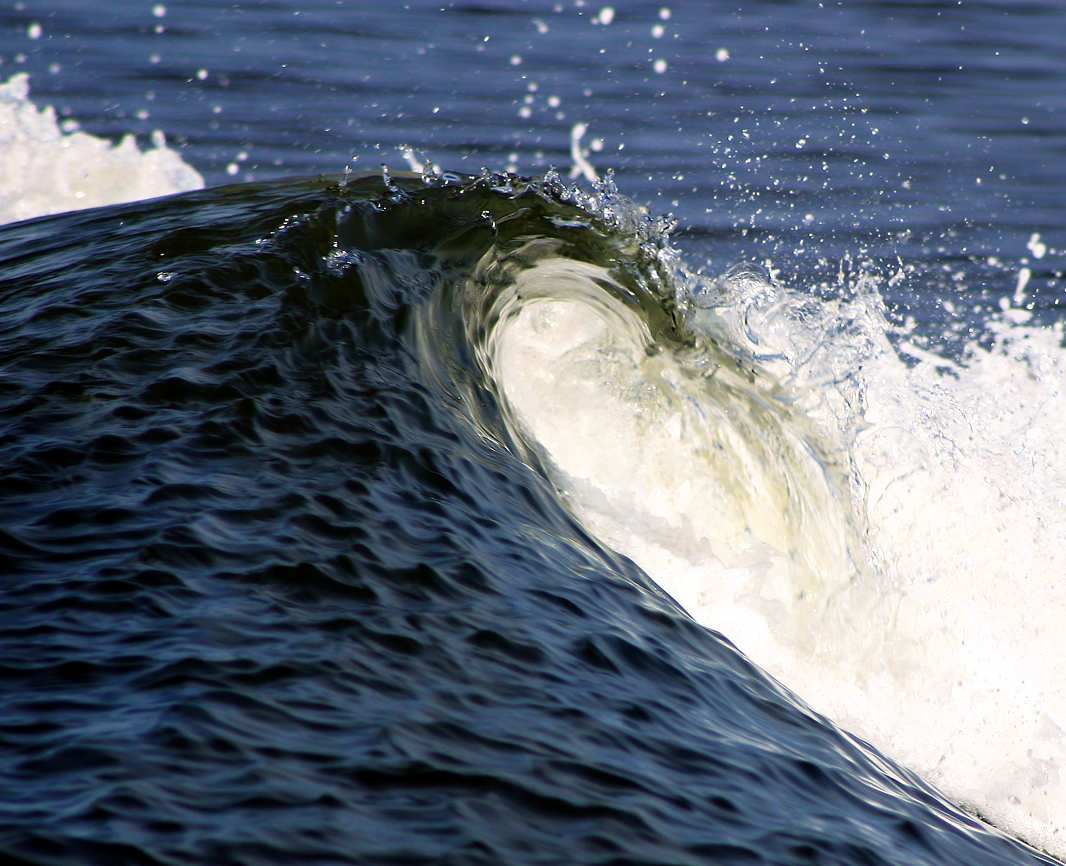
موجگاه‌های بزرگ موج‌هایی پرقدرت می‌آفرینند.

موجگاه ناحیه‌ای از دریا است که باد با سرعت و جهتی ثابت بر روی آن می‌وزد و تولید موج می‌کند.
مساحت موجگاه به همراه سرعت بادی که بر آن می‌وزد تعیین‌کننده اندازهٔ موج‌های تولیدشده در دریا و اقیانوس‌ها است. هم‌چنین اگر جهت وزش باد در طی طول عمر یک موج، همواره در یک سو باشد قدرت آن موج بیشتر خواهد بود.
موجگاه‌های بزرگ موج‌هایی پرقدرت و پرانرژی تولید می‌کنند.